# Hugo von Tschudi

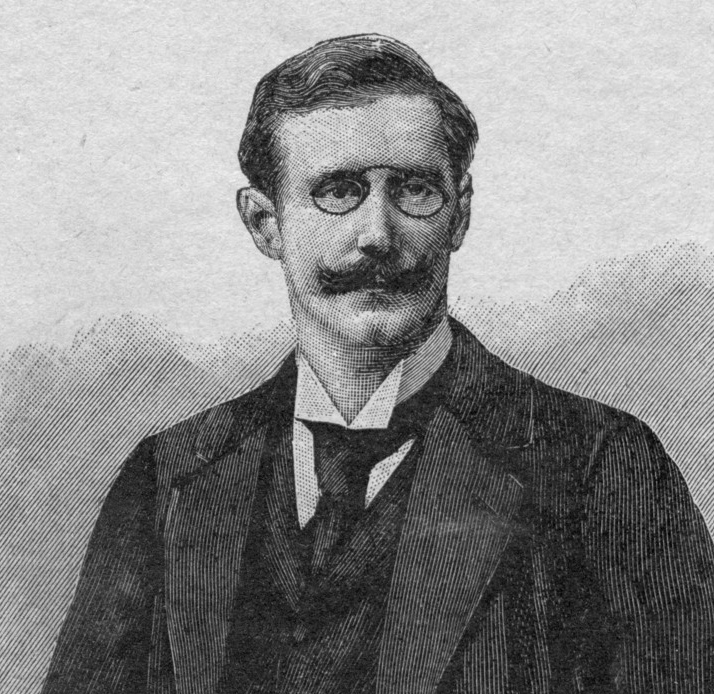
Hugo von Tschudi.

Hugo von Tschudi, född den 7 februari 1851 på Jakobshof, Nieder-Oesterreich, död den 23 november 1911 i Stuttgart, var en tysk konstforskare och museiman, son till Johann Jakob von Tschudi.
von Tschudi studerade i Wien och blev 1884 anställd vid kungliga museet i Berlin. År 1894 blev han professor, 1896 direktör för Nationalgalleriet, som under hans ledning nådde hög utveckling, blev i grund nyordnat, rensat och med konsekvens och målmedvetenhet förökat. von Tschudi var upphovsman till 100-årsutställningen i Berlin 1906, som inledde en omfattande revision av 1800-talets konsthistoria i Tyskland. 
År 1909 flyttades hans verksamhet till München, då han blev generaldirektör för de bayerska museerna. Han tog med kraft itu med omordnandet av Gamla pinakoteket. von Tschudi utarbetade beskrivande kataloger över konstsamlingar i Budapest, Berlin, Sankt Petersburg, över Böcklins verk med mera samt var medredaktör för "Repetitorium für Kunstwissenschaft" (tillsammans med Henry Thode). 
Bland hans arbeten märks för övrigt Manet (1902; 2:a upplagan 1913), text till Menzelverket (1905) och Aus Menzels jungen Jahren (1906). Efter hans död utgavs hans Gesammelte Schriften zur neueren Kunst (1912).